# Ljudsko pesništvo
Ljudsko pesništvo kaže življenje v neposredni resničnosti in elementarno močni preprostosti. Strogih stilističnih in metričnih pravil ne upošteva; avtor navadno ni znan, je torej anonimno (grško ανονιμος anónimos - brezimen). Ljudsko pesništvo torej raste iz ljudstva za ljudstvo.
Ljudsko pesništvo sega v najstarejše čase. Tedaj, ko ljudstvo še ni poznalo niti pisave niti tiska, so nadarjeni posamezniki že ustvarjali slovstvena dela v verzih in prozi. Njihova imena so se sčasoma pozabila, njihova dela pa so zaradi priljubljenosti med ljudstvom ohranila in razmnožila. Prehajala so od rodu do rodu, iz kraja v kraj. Pri tem so se včasih jezikovno, včasih tudi vsebinsko spremenila. Tako so ob istem delu dostikrat nastale inačice ali variante.
Za lirske ljudske pesmi je bil poleg besedila vedno bistven tudi napev. Z napevom vred so nastale, z napevom vred so se ohranile in širile in če se je izgubil napev, se je kmalu pozabila tudi pesem. Dostikrat pa je na znani napev nastalo tudi novo besedilo.
Za razvoj in ohranitev naših ljudskih pesmi so bile ugodne patriarhalne razmere, v katerih so živeli naši predniki v preteklih stoletjih. Nudile so obilo prilik za skupno petje: pri skupnem delu ob zimskih večerih, ko so predli, trli lan, ličkali koruzo itd.; zvečer na vasi, ob raznih prilikah in praznovanjih. Z rastočo civilizacijo so pričele patriahalne razmere počasi prehajati v drugi plan, z njimi pa tudi najlepše prilike za skupno prepevanje ljudskih pesmi. V novem načinu življenja so se ljudske pesmi začele pozabljati in gubiti. Samo stari ljudje so jih še poznali in z njimi so se izgubile, če jih ni rešil za poznejše rodove kak zapisovalec. Lirska pesem je še dovolj živa in se v današnjem času navadno prepeva ob spremljavi harmonike. Epska ljudska pesem pa se je veliko bolj izgubila, v nekaterih pokrajinah že popolnoma izginila, v drugih krajih pa izumira.
Slovenska ljudska pesem je ponovno oživela med NOB. Tedaj so znani in neznani pesniki v družbeno političnih pesmih izražali ljudsko trpljenje, sovraštvo do okupatorja, hrepenenje po svobodi, vero v zmago ter tako zanosno dvigali borbeno moralo. 

## Vsebina ljudske pesmi
Vsebinsko naša lirska ljudska pesem opeva ljubezen do doma, do narave, do sočloveka in boga. Daje duška ljudskemu občutju ob raznih priložnostih: ob rojstvu, ob svatovanju, ob smrti. Spremlja ljudsko delo (ob setvi, žetvi, trgatvi), ljudske zabave (pri vinu, plesu), spominja na stare obrede (koledovanje, jurjevanje, kresovanje, pustovanje), navaja zagovore, pregovore, uganke. Včasih je resna in razmišljujoča, včasih šaljiva in nagajiva. Epska ljudska pesem pa se precej razlikuje od ostalih slovanskih. Pri mnogih narodih so v ospredju pesmi, ki opevajo junaške boje; slovenska epska pesem pa ima največkrat baladno snov (Lepa Vida). Zanimajo jo nenavadni dogodki, romantično življenje po gradovih in razna zgodovinska dogajanja. Tako opeva naša ljudska pesem npr. boje s Turki, težave tlačanstva, trpljenje zatiranih sirot, desetništvo, romanje, narodnoosvobodilne napore. Včasih zajema snov iz bajk, pripovedk, legend in pravljic. Najbolj znani junaki naše ljudske pesmi so: Pegam in Lambergar, Kralj Matjaž, Kraljevič Marko, Mlada Breda, Lepa Vida.
Vse naše ljudske pesmi niso slovenskega izvora. Pesem o mladi Bredi smo npr. dobili posredno z Bavarskega (Graf Friedrich), pesem o Kralju Matjažu in Alenčici s Provansalskega (Il moro Saracino). Vendar velja ravno Kralj Matjaž za našega najbolj priljubljenega ljudskega junaka. V zgodbah o Kralju Matjažu je izražen uporni duh slovenskega ljudstva, vse njegove želje in zahteve. Kralj Matjaž je sicer fevdalni vitez, vendar ljudski zaščitnik. Naše kmečko prebivalstvo se je zavedalo, da samo ne bo moglo ustvariti nove družbene ureditve, zato si je želelo voditeljev, ki bi zbrali razkropljene moči številnih tlačanov ter jih povedli v boj za zmago.

## Oblika ljudske pesmi
Oblikovno so slovenske ljudske pesmi mnogovrstnejše od pesmi drugih južnih Slovanov. Navadno se uveljavljajo v kiticah in dostikrat imajo refren. Lirski pesmi rad služi za verz štiristopični akatalektični trohej (Ti si ur'ce zamudila; Lepa si, pomlad zelena) ali dvostopični amfibrah, stalni verz alpske poskočnice (Bom šel na planin'ce, na strme vrhe, bom slišal od daleč zagorske zvone; Ne hodi čez Dravo, so velče vodé, b' se mogel utopiti zavoljo mene). V slovenski epski ljudski pesmipa prevladuje štiristopični akatalektični jamb (Stoji, stoji tam beli grad; Se Kralj Matjaž oženil je; Po malni hodi mlinar mlad). Rime so zelo svobodne, včasih jih nadomeščajo asonance.

## Druge značilnosti
Poleg tega ima slovenska ljudska pesem še druge izrazite značilnosti. Te so:
- Preprost jezik z barbarizmi (pušeljc za šopek, rajža za potovanje, gvišno za gotovo), z arhaizmi (ino za in, pak za pa, narlepši za najlepši) in s provincializmi (žebrati za moliti, dons za danes). Upošteva moderno vokalno redukcijo, kar označuje v pisavi navadno z apostrofom (Je pa davi slan'ca pala, tam gor na planin'ci).
- Manjšalne besede ali deminutivi (sončece, pšenička, dolinčice).
- Stalni okrasni pridevki (ravno polje, britka sablja, beli dan, temna noč).
- Ponavljanje posameznih besed, stavkov ali celih odstavkov; geminacije (Pleši, pleši črni kos), anafore (Ljubi moj ga  nasadil, lubi moj ga ogradil), epifore Kadar se jaz oženil bom, na svadbo te povabil bom), refreni (Hesasa, hopsasa, tralala).
- Pretiravanja ali hiperbole (za gradom teče rdeča kri, da b'gnala mlinske kamne tri).
- Stalna, tako imenovana ljudska števila: tri, sedem, devet, deset in njihovi mnogokratniki. (Tri so tič'ce morje preletele. Sem sedem let ga čakala.)
- Posebnosti v besednem redu (se Kralj Matjaž oženil je; tam gora Limbarska stoji).

## Zgodovina ljudske pesmi
Starost naših ljudskih del je zelo različna. Najstarejša najverjetneje segajo še v praslovansko domovino in pogansko dobo. To domnevo vzbujajo ostanki zagovorov (Zagovor zoper izvin), bajk o Kurentu, sojenicah ipd. Svoj višek pa je naše ljudsko pesništvo doseglo v 14. in 15. stoletju. Do 16. stoletja je v glavnem ustvarilo tisto obliko, v kakršni so nam jo rešili zapisovalci. Prvi zapis nabožne slovenske ljudske pesmi je iz dobe okoli leta 1430; to je prva kitica velikonočne pesmi (Naš Gospod je od smrti vstal) iz Stiškega rokopisa. Prvi zapis posvetne ljudske pesmi pa je znan šele iz srede 18. stoletja. Večina zapisov naših ljudskih pesmi pa izvira iz 19. stoletja. Slovenska ljudska pesem je za našo književnost zelo pomembna, saj je bila do druge polovice 18. stoletja edina besedna umetnostna stvaritev, ki je rasla z usodo slovenskega naroda in ga idejno in esteteko krepila.

## Ljudska pesem pri drugih  narodih
Še večji zaklad kot za Slovence pomenijo ljudske pesmi za nekatere druge Slovane. Zelo pomembne so t. i. ruske biline (rus. былина - zgodovinska pripovedka), pripovedne pesmi o kijevskih, novogorodskih in drugih junakih; pomembne so ukrajinske dume (rus. дума - misel), pesmi o kozaških bojih; bogate so hrvaške, srbske in makedonske ljudske pesmi. V njih je izražena vsa zgodovina, večstoletno suženjstvo, boj za svobodo, vse ljudsko trpljenje in veselje, vsa ljubezen in sovraštvo. Jezik srbskih in hrvaških ljudskih pesmi je preprost, a lep in jasen, opisuje živo in slikovito.
Posebno številne in lepe so epske pesmi. Pri teh je vsebina važnejša od melodije; na pol jih poje in na pol recitira izvajalec, zraven pa gode na preprosto godalo z eno ali dvema strunaman na t. i. gusle. Take pevce zato imenujemo guslarje, srbske epske pesmi pa tudi guslarske pesmi. Dolga stoletja, ko je narod ječal pod turško okupacijo, je bil guslar  edini glasnik stare slave in klical na nova junaška dejanja. Guslarskih pesmi je na tisoče in vse so zložene v srbskem desetercu. (Konja jaše kraljeviću Marko, Uranila Kosovka devojka).

## Zbiratelji ljudskih pesmi
Kako pomembno je zbiranje ljudskega gradiva, je na Slovenskem prvi opozoril Jernej Kopitar. Pod njegovim vplivom je Srb Vuk Stefanović Karadžić zbral srbske ljudske pesmi. Kmalu so se našli vneti nabiralci tudi v drugih predelih bivše Jugoslavije: pri Črnogorcih Petar Petrović Njegoš, pri Hrvatih Stanko Vraz, pri Makedoncih brata Miladinova.
V Sloveniji je prve ljudske pesmi zapisal Dizma Zakotnik. Nato so sledili Valentin Vodnik, Matevž Ravnikar - Požečan, Andrej Smole, Emil Korytko, Mitja Majar, Oroslav Caf, Matija Valjavec in drugi. Največ slovenskih ljudskih pesmi so ohranili zapisovalci iz prve polovice in sredine 19. stoletja Prvotno so nabiralci ljudskega gradiva dela popravljali (Prešeren: Lepa Vida). Največji nabiralec slovenske ljudske pesmi in izdajatelj najobsežnejše take zbirke Karel Štrekelj pa je tiskal dela taka, kot so mu jih zapisali.

## Vir
- Silva Trdina:Besedna umetnost: 2. Literarna teorija. Ljubljana: Mladinska knjiga, 1958 in več izdaj. (COBISS)